# 兪昇濬
兪 昇濬（ユ・スンジュン、朝鮮語: 유승준、1910年1月3日 - 1983年7月3日または7月8日）は、大韓民国の官僚、政治家。第2・4代韓国国会議員。本貫は杞渓兪氏。

## 経歴
忠清南道洪城郡出身。中央高等普通学校（現・中央高等学校）卒、普成専門学校3年中退。文教部文化局教導課長、民主党中央常任委員兼政策委員を務めた。民主国民党、民主党で長く活動していたが、4・19革命直前に自由党に鞍替えした。
1983年7月8日、老衰によりソウル市道峰区の自宅で死去。享年75。